# Заречный (Кочкуровский район)
Заречный — посёлок в составе Булгаковского сельского поселения в Кочкуровском районе республики Мордовия.

## География
Находится на расстоянии примерно 14 километров по прямой на запад от районного центра села Кочкурово.

## Население
Постоянное население составляло 5 человек (русские 100 %) в 2002 году, 7 в 2010 году.